# Tellement j’ai d’amour…
A Tellement j’ai d’amour… Céline Dion kanadai énekesnő harmadik francia nyelvű stúdióalbuma, mely 1982. szeptember 7-én jelent meg Quebecben (Kanada).

## Háttér
Ez az album volt Céline Dion első kereskedelmi sikere. Kanadában platinalemez lett, 150 000 példányban kelt el. Az album sikerének köszönhetően az énekesnő elnyerte első négy Félix-díját, melyek egyikét az év legjobb popzenei albuma kategóriában kapta. Az albumról megjelent első kislemez, a Tellement j’ai d’amour pour toi a tokiói Yamaha Music Festivalon legjobb dalként arany medált nyert. A második kislemez (D’amour ou d’amitié) Quebecben első helyezést ért el a listákon és arany minősítést kapott a több mint 50 000 példányszámos eladása miatt.
A Tellement j’ai d’amour…  albumon szerepel a Luc Plamondon által írt Le piano fantôme és La voix du bon Dieu, mely a La voix du bon Dieu debütáló album címadó dala, és melynek felvételein a teljes Dion-család vokálozott.
A második kislemez Franciaországban is nagy sikert hozott, elérte az arany minősítés a 700 000 eladott példánnyal. Céline Dion volt az első kanadai művész, akinek ez sikerült. Az énekesnő a sikernek köszönhetően végre kiadhatta első albumát Franciaországban is, ez volt a Du soleil au cœur, mely három dalt is tartalmazott a Tellement j’ai d’amour… lemezről. (D’amour ou d’amitié, Tellement j’ai d’amour pour toi, Le vieux monsieur de la rue Royale).

## Az album dalai
| #  | Cím                                | Szerző(k)                                     | Hossz |
| -- | ---------------------------------- | --------------------------------------------- | ----- |
| 1. | D’amour ou d’amitié                | Eddy Marnay, Jean Pierre Lang, Roland Vincent | 4:05  |
| 2. | Le piano fantôme                   | Luc Plamondon, François Cousineau             | 3:40  |
| 3. | Tu restes avec moi                 | Marnay, Cousineau                             | 3:25  |
| 4. | Tellement j’ai d’amour pour toi    | Marnay, Hubert Giraud                         | 3:01  |
| 5. | Écoutez-moi                        | Marnay, André Popp                            | 3:07  |
| 6. | Le tour du monde                   | Marnay, Jean-Pierre Calvet                    | 3:13  |
| 7. | Visa pour les beaux jours'         | Marnay, Christian Loigerot, Thierry Geoffroy  | 3:28  |
| 8. | La voix du bon Dieu                | Marnay, Suzanne-Mia Dumont                    | 3:22  |
| 9. | Le vieux monsieur de la rue Royale | Marnay, Alain Noreau                          | 4:13  |

## Megjelenések
| Terület | Megjelenés          | Kiadó   | Formátum        | Katalógusszám |
| ------- | ------------------- | ------- | --------------- | ------------- |
| Kanada  | 1982. szeptember 7. | Saisons | Hanglemez       | SNS 80007     |
| Kanada  | 1982. szeptember 7. | Saisons | Compact kazetta | SNS 480007    |

## Díjak, jelölések
| Év   | Esemény                                                  | Díj                                                     |
| ---- | -------------------------------------------------------- | ------------------------------------------------------- |
| 1982 | Yamaha Music Festival - Yamaha Music Festival Awards     | Legjobb dal: Tellement j’ai d’amour pour toi            |
| 1982 | Yamaha Music Festival - Yamaha Symphony Orchestra Awards | Legjobb művész                                          |
| 1983 | Félix-díj                                                | Az év legjobb új művésze                                |
| 1983 | Félix-díj                                                | Az év popzenei albuma – Tellement j’ai d’amour…         |
| 1983 | Félix-díj                                                | Az év énekesnője                                        |
| 1983 | Félix-díj                                                | A Québecen kívül legnagyobb sikert elérő québeci művész |

## Fordítás
Ez a szócikk részben vagy egészben  a   Tellement j'ai d'amour... című angol Wikipédia-szócikk ezen változatának fordításán alapul.  Az eredeti cikk szerkesztőit annak laptörténete sorolja fel. Ez a jelzés csupán a megfogalmazás eredetét és a szerzői jogokat jelzi, nem szolgál a cikkben szereplő információk forrásmegjelöléseként.